# Rudolf Bkouche
Rudolf Bkouche est un mathématicien français né le 4 octobre 1934 à Alger, et mort le 6 décembre 2016 à Villeneuve-d'Ascq.

## Travaux mathématiques
Rudolf Bkouche a dirigé l'IREM de Lille, où il s'est notamment intéressé à l'épistémologie, l'histoire des mathématiques et leur enseignement.

## Diffusion scientifique
Il a écrit très régulièrement dans la revue Le Nouvel Archimède et organisé de nombreux cycles de conférences, colloques, congrès pour les « rendez-vous d'Archimède ». Un des derniers en date a débouché sur la publication de deux tomes À propos de la science, qu'il a codirigés avec Nabil El-Haggar. Le tome 1 Autour de la matière et le tome 2 Science et société sont publiés en 2011.

## Écrits militants
Il a participé à de nombreuses manifestations pour les sans-papiers ou les droits des Palestiniens, ou encore contre la judéophobie.
Il écrit régulièrement pour De l'autre côté, la revue trimestrielle de l'Union juive française pour la paix (UJFP) dont il fait partie, de même que de l'International Jewish Antizionist Network (IJAN). Avec des étudiants palestiniens de Lille, il fonde en 1974 le Comité de Soutien à la Résistance Palestinienne, devenu quelques années plus tard le Comité de Soutien au Peuple Palestinien.

### Travaux mathématiques
Rudolf Bkouche a fait partie du comité de rédaction de la revue Repères-IREM dès la création de la revue. Il y a écrit de nombreux articles.
- Daniel Lehmann et Rudolf Bkouche, Initiation à la géométrie, PUF 1988,  (ISBN 2 13 040160 0)
- Avec Jean Dhombres, C. Houzel, Amy Dahan et Hélène Guillemot : Mathématiques au fil des âges, Gauthier-Villars, Paris, 1987.
- Rudolf Bkouche, Bernard Charlot et Nicolas Rouche, Faire des mathématiques : le plaisir du sens, Armand Colin, 1991.
- Rudolf Bkouche, D'où vient le produit scalaire ?, site culturemath.
- Rudolf Bkouche, « Variations sur un thème de Fermat (de Fermat à CABRI en passant par Galois) », dans 50 ans de carrière d'un enseignant-chercheur, brochure APMEP n°191, 2012, p. 41-62
- Rudolf Bkouche, « Algorithmes géométriques », dans La pensée algorithmique : Un regard historique, IREM de Lille, 2016 (ISBN 2-912126-32-0), p. 159-178

### Sur les sciences et sur l'enseignement
- Sous la direction de Rudolf Bkouche et Nabil El-Haggar : À propos de la science - tome 1 Autour de la matière  (ISBN 978-2-296-56213-4), et À propos de la science - tome 2 Science et société  (ISBN 978-2-296-56214-1), novembre 2011.
- Rudolf Bkouche, "De la culture scientifique", Clés à venir, Editions CRDP de Lorraine, n°15, novembre 1997.
- Rudolf Bkouche, "L'enseignement scientifique entre l'illusion langagière et l'activisme pédagogique", Repères-IREM n°9, octobre 1992.
- L'Ecole entre utopie et réalité, L'Harmattan, Paris 2000[5].
- Rudolf Bkouche et Michel Buttet, Les programmes scolaires au piquet : Du primaire au lycée, des maths au français, 2006, éd Textuel coll. « Essais et documents »,  (ISBN 978-2845971981).

### Travaux militants
- Rudolf Bkouche, « L'arc des crises : Antisionisme, antisémitisme et judéophobie », sur Alternatives international, 10 septembre 2006
- Quatre articles écrits pour Investig'Action entre 2006 et 2014.